# Licania gracilipes
Licania gracilipes är en tvåhjärtbladig växtart som beskrevs av Paul Hermann Wilhelm Taubert. Licania gracilipes ingår i släktet Licania och familjen Chrysobalanaceae. Inga underarter finns listade i Catalogue of Life.